# Віснар
Віснар (ісп. Víznar) — муніципалітет в Іспанії, у складі автономної спільноти Андалусія, у провінції Гранада. Населення — 845 осіб (2010).
Муніципалітет розташований на відстані близько 350 км на південь від Мадрида, 7 км на північний схід від Гранади.

## Демографія
Динаміка населення (INE ):

## Галерея зображень

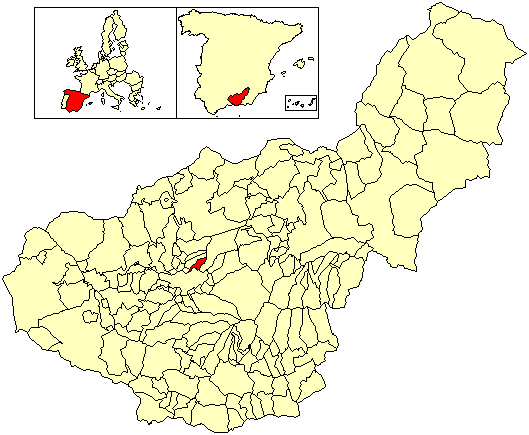
Розташування муніципалітету Віснар у провінції Гранада